# سوبر ماريو برذرز
سوبر ماريو برذرز (بالإنجليزية: Super Mario Bros.‎، باليابانية: スーパーマリオブラザーズ، بالروماجي: Sūpā Mario Burazāzu)‏ هيَ لعبة فيديو منصات من تطوير نينتندو للترفيه وتوزيعها، وتُعتَبر تتمّة للعبة ماريو برذرز التي صَدرت عام 1983. صَدرت اللُعبة في الأصل لأجهزة كمبيوتر العائلة ونظام نينتيندو الترفيهيّ في اليابان في 13 سبتمبر 1985 لتتبعها بذلك نُسخ أمريكا الشماليّة في أكتوبر 1985 والأوربيّة في مايو 1987، وهيَ تُعتَبر اللُعبة الأولى من سلسلة ألعابِ سوبر ماريو. يتحكّم اللاعِب بشخصية ماريو كما يُمكنه التحكّم بشقيقِه لويجي، ويتعيّن على اللاعِب تجاوَز العقبات عبر مملكة الفطر لإنقاذِ الأميرة تودستول من بينِ يَدي عدوّه اللدود باوزر.
نالَت اللُعبة شهرة واسعة حولَ العالم وكانت لحوالَي ثلاثَة عقود لعبة الفيديو الأكثر مبيعاً على مرّ الوقت، ووصلت مبيعاتُها لأكثر من 40 مليون نُسخة وذلك قبل حصول وي سبورتس عليها عام 2009. وكانت اللعبة مسؤولة إلى حدٍّ كبير عن بداية نجاح نظام نينتيندو الترفيهي، وكذلك وضع حد للركود الذي دام سنتين في مبيعات ألعاب الفيديو في الولايات المتحدة بعد انهيارِ سوقه عام 1983. صمّم اللُعبَة وبرمَجها شيغيرو مياموتو وقد عُرفت موسيقى اللعبة التي ألفها كوجي كوندو في جميع أنحاء العالم، حتّى من قِبَل الذين لم يلعبوا اللعبة، واعتبرت مقدمة لموسيقى لعبة الفيديو بوجه عام. وقد تسبّب النجاح التجاري الذي حقّقته اللُعبة لتكييفها على أغلَب منصّاتِ نينتيندو ووجودِ عددٍ كبيرٍ من الإصدارات المُختَلفة، كما بُرمِجت مُحاكيات عديدة للحاسِب لتشغيل اللُعبة وألعاب نينتيندو الأخرى عليه.

## القِصّة
في أحدِ الأيّام، احتُلّت مملكة الفِطر من قِبَل الملك كوبا، وهم مجموعةٌ من السلاحِف قادرين على استخدامِ قوى السِحر الأسود. وقد استخدموا سِحرَهم هذا لتحويل شعب المملكة إلى جمادات من صخورٍ وحجارةٍ ونباتات مما يؤدّي لسقوطِ المملكة. ابنة ملك الفطر الأميرة تودستول هي الوحيدَة التي تستطيع إبطالَ مفعولِ التعويذَة، ولكنّها أسيرةٌ لدى الملك كوبا نفسَه. هنا يأتي دورُ ماريو الذي يسمَع بهذا الأمر فيُقرّر إنقاذَ الأميرة.

## أسلوب اللَعِب

### بيئة اللعب
تُقسّم اللُعبَة إلى ثمانية عوالِم، وتندرج تحتَ كُل عالم أربَع مستويات. يستطيع اللاعِب اللَعِب بماريو، كما يستطيع اللَعِب بشقيقِه الأصغر لويجي في حالَة اللَعِب بالدورِ الثاني في أسلوب اللعب المتعدد. يُنهي اللاعِب المستويات وذلك بالقفز فوق العقبات وتجنُّب الأعداء في طريقِه للوصول للعَلَم في نهاية كُلّ مُستوى. يستطيع ماريو الاستفادة من بيئة المُستوى، فيُحطّم الحجارَة ويقفِز على المِنطّات ويدخُل الأنابيب التي تؤدّي بِه إلى غُرفٍ سريّة وأماكِنَ أُخرى خارِج حدود المستوى ليعودَ بعدها للمستوى إيّاه عبر أنبوبٍ آخر.
إذا انتهى الوقت ولم يُنهي اللاعِب المستوى فإنّه يخسر ويُعاد المستوى من البداية، وينتهي المُستوى بوصول ماريو للعلَم وإنزالُه. والمستوى الرابع من كُل عالم يُلعب داخل قلعة الملك كوبا، إلّا أن كوبا يكون موجوداً فقط في القلعة في العالم الثامِن هو والأميرة حيثُ يقضي عليه ماريو وينقذها. ليس هُناك وسيلة للقضاء على كوبا إلّا عبر الكُرات النارية أو تحطيم الجسر ليسقُط في الحمم، وعلى مدى القِلاع السبعة الأولى يُنقِذ ماريو أشخاصاً من مملكة الفطر، ويُخبِرون ماريو أن الأميرة موجودة في قلعةٍ أُخرى حتّى يصل للقلعة الثامنة وينقذها.

### الأعداء
يظهَر العديد من الأعداء عبر المستويات في اللُعبة، وهؤلاء الأعداء هم: الغومبا وهم مخلوقات اشتُهرت في السلسلة وتُشبِه في شكلها فطراً بُنّي اللون، والسلاحف المعروفة باسم كوبا تروبا، والسلاحِف الطائرة، والسلاحِف ذات المطارِق، والسلاحِف راكبة الغيوم، والخنافِس، ورصاصات بيل. وكُل أولئك الأعداء إذا قفز ماريو فوقَهم يقضي عليهم عدى المخلوقات البحريّة، كما يستطيع اللاعب عند القفزِ على السلاحف والخنافِس أن يَركُلها ليُدمّر بذلك أعداءً آخرين. أما السلاحِف الطائرة فهي تفقِد أجنحتها عندما يقفز عليها ماريو للمرة الأولى ثم تُصبِح سُلحفاة عاديّة. بالإضافَة لوجودِ أعداءٍ آخرين لا يستطيع ماريو القضاء عليهم إلا بالكرات النارية أو أن يتجنّبها، وأولئك الأعداء هم: نباتات البيرانا، والسلاحِف الشوكيّة التي تُرسِلها سلاحِف الغيوم، والبيوض الشوكيّة. هُناك مرحَلتين من بين المراحِل هي مراحِل مائيّة، ويستطيع ماريو السباحَة بحريّة، ويوجَد في البحار نوعين من الأعادء هُم السمك والحبّار، ويستطع ماريو القضاء عليهم فقط بالكُرات الناريّة.

### الميّزات
يبدأ اللاعِب بشكلٍ افتراضي باللعب بـ ماريو الصغير. يستطيع ماريو الصغير القضاء على الأعداء عبر القفز فوقهم ولكن لا يُمكنه الحصول على القوى الخارقة التي لدى سوبر ماريو، وإذا هوجِم ماريو الصغير فإنّ اللاعِب يخسر حياة ويُعاد تشغيل المُستوى من البداية أو من نُقطة معيّنة في كُل مستوى. ويحصُل ماريو على القوى الخارِقة وذلك عبر طوب علامات الاستفهام أو الطوَب العاديّة، كما أنّ هُناك طوَب مخفيّة تظهر عندما يضرِبُها ماريو من الأسفل، يحصُل ماريو على قِواه من هذه الطوَب، فعندما يأكُل الفطر يكبُر ماريو في الحجم ويُصبِح سوبر ماريو، وإذا هوجِم سوبر ماريو فإنّه ينجو ولكن يعود لحجمِه الصغير؛ كما يستطيع السوبر ماريو تدمير الطوبات من الأسفل، بالإضافة لأنّه يستطيع إطلاق كُراتٍ ناريّة يحصُل عليها إذا ما أكلَ زهرة نارية، باستخدام الكُرات النارية يستطيع ماريو إطلاقها على الأعداء والقضاء عليهم من مسافة بعيدة؛ كما يوجد فطرٌ لونُه أخضَر يُكسِب اللاعِب حياةً إضافيّة، كما يستطيع اللاعب كسف حياة جديدة عند تجميع 100 عُملة ذهبيّة؛ ومع النَجمة الخارقة يُصبِح ماريو لفترة بسيطة من الزمن لا يُقهر ويقضي على أعداءة بمجرد مُلامسته لهم.
يُذكَر أنّه بعدَ إنهاء اللاعِب اللُعبة، يُعطَى خياراً ليلعَب من جديد في أي مستوى يُريدُه، ولكن هذه المرة يلعب بالنمط الصعب. في النمط الصعب تُستَبدل جميع الغومبا بالخنافِس، ويُصبح جميع الأعداء أسرع والموسيقى كذلك. ولا يستطيع ماريو امتلاكَ أي قوّة خارقة في هذا النمط.

## التطوير
تُعتَبر هذه اللُعبة هي الجُزء الثاني من لعبة الأركيد التي صدرت في عام 1983 وحَملت اسم ماريو برذرز، وهي من تصميم شيغيرو مياموتو وتاكاشي تيزوكا اللذين كانا يعملان في القسم الإبداعي في نينتيندو في ذلك الوقت. وقد صَدرت اللُعبة تزامُناً مع إصدار جهاز نينتيندو الترفيهي عالميّاً، وقبل ذلك بوقتٍ قصير كان قد انهار سوق ألعاب الفيديو عام 1983 بسبب كثرة الألعاب الرديئة وقد انخقضت إيراداتُه لأكثر من 95%، فما كانَ على نينتيندو إلّا أن تدخُل سوق الألعاب المنزليّة -حيث أنّها اشتهرت في تلك الحُقبة بألعاب الأركيد وحسب- وقدّمت جهازَها الترفيهي لتصنَع ثورةً في عالم ألعاب الفيديو.

بسبب ضُعف الذاكرة، تم تكرار شكل الغيوم والأعشاب والشخصيّتين الرئيسيّتين مع اختلاف الألوان.

كانَت اللُعبة في بادئ الأمر تُطوّرها نينتيندو لتكونَ لُعبَة تصويب لِتُضيفَ مزيداً من الحركة على نظامِها الترفيهي. وبدأ تطوير اللعبة بقيادَة مُدير الشركة هيروشي ياموتشي في تلك الحُقبة، لم تدخل هذه النسخة من اللعبة مرحلة الإنتاج، وعاد فريق العمل لطاولة التخطيط مجددا لجمع الأفكار للعبة الجديدة والتركيز حينها بصناعة لعبة تعتمد على المنصات والقفز أكثر بكثير من التصويب ولذلك تم إبعاد ذلك الجانب حيث كانت واحدة من الأفكار هي بقدرة ماريو على ركوب المركبات والطيران والتصويب من خلالها ولكن اكتفت ننتندو فقط بفكرة ركوب السحابة بالنسخة النهائية بلا تصويب. لم يكُن شيغيرو وتاكاشي مُبرمجين، لذلك كانَ عليهم رسمَ كُلّ مستوى من المستويات وتقديمِه للمُبرمجين، وأكثر عدد من الرسمات للمراحل وصل إلى 32 رسمة بينما بعض المراحل كانت تتكون من 12 فقط. ويُذكر أنّه من ضِمن الصعوبات التي واجهتهم أثناء تطوير اللعبة هي محدوديّة الذاكرة؛ فقد اضطر فريق العمل لاستخدام عدد من الأشكال بشكل مكرر باللعبة لعدم إستنزاف الذاكرة، فمثلاً شخصية لويجي باللعبة ورغم أن فريق التطوير آراد تقديمها بشكل مختلف ولكن لمحدودية الذاكرة تم صبغ شخصية ماريو باللون الأخضر فقط لشرح كونها شخصية مختلفة.

### الموسيقى
كتب كوجي كوندو 6 نغمات موسيقيّة لهذه اللعبة فضلاً عن تأليفه المؤثرات الصوتيّة الأخرى. ولم يكُن يملِك أيّ فكرة عن ماهيّة اللُعبة، ولم يمنعهُ هذا من تأليف اللحن الأوّلي؛ وقد بدأ بالتأليف باستخدام البيانو الصغير. وبعد الانتهاء من تطوير اللُعبة أدرك أنّ موسيقاه لا تتناسَب مع وتيرة اللُعبة، فأعاد النظر في اللحن وعدّلها بشكلٍ أكبر لتتناسَب مع بيئة اللعب. وكان عمل كوندو على الموسيقى التصويرة في اللعبة أثراً كبيراً في ألعاب الفيديو اللاحقة، حيث صار لكلّ لعبة موسيقاها الخاصّة. كان لكوندو هدفين رئيسيين من تأليف للموسيقى، الأول نقل صورة صوتية واضحة لعالم اللعبة، والثاني لتعزيز التجربة العاطفية والجسدية للاعب. وقد نُسّقت الموسيقى لتظهر اندماجها مع بيئة وعناصر اللعبة، وذلك لخلق حالة من الاندماج مع اللعبة.

### العالم 1-1

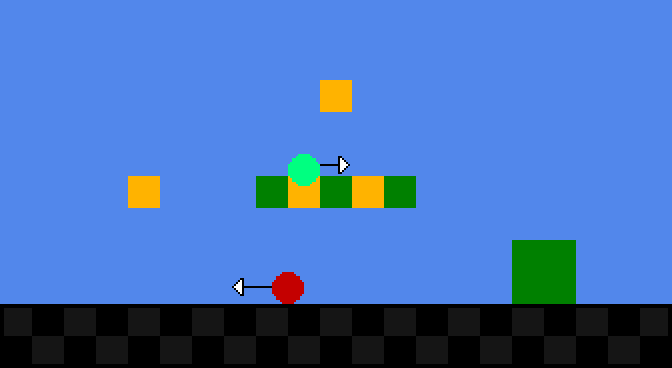
تخطيط للمرحلة 1-1. حيث يظهر مخلوق الغومبا (بالأحمر) مثتجهاً لليسار، يحتاج ماريو أن يقفز فوقه، ليصطدم رأسه بالحجر ويخرج الفِطر (بالأخضر). يتّجه الفطر ويصطدم بالأنبوب ثم يسير باتجاه ماريو. هكذا يكتشف اللاعب أنه يستطع قتل الغومبا وأن هناك أشياءً مخفيّة في الحجارة.

هي المرحلة الأولى من اللعبة، صمّمها شيغيرو مياموتو لتكونَ مرحلةً تعليميّة للاعبين الجُدد، بحيث يمكن أن يتعلّموا سريعاً كيف يلعبون بقيّة اللعبة. المرحلة 1-1 اشتهرت كثيراً وصارت أيقونة في عالم ألعاب الفيديو. خلال الجيل الثالث من أجهزة ألعاب الفيديو كانت الدروس التي تشرح ماهيّة اللعبة وطريقة لعبها نادرة، وكان على اللاعبين البدء فوراً والتعلّم من أخطائهم. جميع الألعاب الأوليّة لجهاز الفاميكوم بما في ذلك مترويد وأسطورة زيلدا بُنيت بهذه الطريقة. وفي هذه اللعبة، يواجه اللاعب العديد من المخاطر عن طريق التكرار ليعتاد على اللعِب.

### العالم 1-36
العالم السلبي 1- أو العالم الناقص، هي مرحلة غليتش من مراحل اللعبة، ويمكن اعتبارها أكثَر خلل شهير في تاريخ ألعاب الفيديو. وهي مرحلة لانهائية تحت الماء، حيث تأخذ الأنابيب اللاعب لبداية المرحلة مما يعني أن اللاعب قد عَلِقَ في المرحلة فلا يستطيع الخروج إلا أن يقتله أحد الأعداء أن ينفذَ الوقت. حصلت المرحلة على مُسمّاها من قِبَل اللاعبين، فالمرحلة حقيقة رقمها 1-36 إلّا أنه لا يظهر، فعندما يدخلها اللاعب يُعرض على الشاشة رقم 1-، وهذا بسبب وجود خلل في لوحة الأرقام.

كيفية الوصول لمرحلة 1-36.

يحدث هذا الخلل عندما يسير اللاعب خلال الجدار للوصول إلى الأنابيب الثلاث في مرحلة 1-2. والغريب أن هذا الخلل يختلف من جهازٍ لآخر، فمثلاً في جهاز الفاميكوم تُنشيء اللعبة مراحل مثختلفة قابلة للعب والاجتياز. فالعالم 1- فيه هو نفسه العالم 3-1 إلا أنه تحت الماء ومع اختلاف الألوان والأعداء، والعالم 2- نُسخة من عالم 7-3، والعالم 3- نُسخة من العالم 4-4 مع اختلاف الأعداء والألوان بالطبع. وبعد الانتهاء من هذه المراحل، يعود اللاعب لشاشة البداية كما لو أنّه أنهى اللعبة. وقد تم إصلاح هذا الخلل في سوبر ماريو أول ستارز والنُسخ المعاد إنتاجها. ومع ذلك، عندما صدرت اللعبة على الفرتشول كونسول لم تثزل نينتيندو هذا الخلل وجعلته كاللعبة الأصلية.
في بعض المراحل، يستطيع اللاعب القفز أعلى سارية العلم وتخطّيها. لا يوجد شيء بعد السارية سوى طريق لا نهائي. لا شيء يستطيع اللاعب فعله سوى انتظار الوقت لينفذ.

## نُسخ أخرى

### نظرة عامّة
باعتبار اللُعبة واحِدة من أشهر ألعاب نينتيندو على الإطلاق، فقد تمّ إعادة إصدارها وإعادة صُنعِها عدة مرّات، بدءاً من صِناعتِها لتلائم ألعاب الأركيد وانتهاءً بتوزيعِها الرقمي واتاحتها للتحميل على أجهزة الوي والنينتندو 3دي إس والوي يو.
- 1985: الإصدار الأصلي العالمي على نظام نينتيندو الترفيهي.
- 1985: إصدار اللعبة في أمريكا على بلاي شويس-10.
- 1986: إعادة إصدار اللعبة على كمبيوتر العائلة.
- 1986: إصدار اللعبة على نظام جيم أند واتش.
- 1986: إصدار لعبة فرسس سوبر ماريو برذرز على الأركيد.
- 1986: إعادة إصدار اللعبة على كمبيوتر العائلة باسم أول نايت نيببون سوبر ماريو برذرز مع بعض الاختلافات الطفيفة.
- 1988: إعادة إصدار اللعبة في الولايات المتحدة كجزء من حزمة 2 في 1 وأتت معها لعبة داك هانت.
- 1988: إعادة إصدار اللعبة في أوروبا في حزمةٍ احتوت على اللعبة وتتريس ونينتندو ورلد كاب.
- 1990: إعادة إصدار اللعبة في الولايات المتحدة في حزمة احتوت على اللعبة وداك هانت وورلد كلاس تراك ميت.
- 1990: إعادة إصدار اللعبة كجزءٍ من نينتندو ورلد شامبونشبز.
- 1993: نُسخة جديدة من اللُعبة صدرت على جهاز سوبر نينتندو وحملت اسم سوبر ماريو أول-ستارز، وقد تمّ تحديث المؤثّرات البصرية والصوتيّة وإصلاح بعض الأخطاء.
- 1994: إعادة إصدار اللعبة لنُسخة نظام سوبر نينتندو في الولايات المتحدة وحملت اسم سوبر ماريو أول-ستارز + سوبر ماريو ورلد.
- 1999: نُسخة جديدة من اللعبة صدرت أجهزة غيم بوي كولر واحتوت على الكثير من الإضافات.
- 2002: وضعت اللعبة في لعبة أنيمل كروسينغ ويمكن للاعبين اللعب بها.
- 2004: إعادة إصدار اللعبة الأصلية على نظام غيم بوي أدفانس كجزءٍ من حزمة ألعاب نينتيندو الكلاسيكيّة وذلك احتفالاً بمرور 20 عامًا على صدور كمبيوتر العائلة في اليابان.
- 2006: أصبحت اللُعبة متاحة على الوي عبر الفرتشول كونسول.
- 2008: متوفّرة للعبة بها من خلال لعبة سوبر سماش برذرز براول.
- 2010: إعادة إصداراها من خلال لعبة سوبر ماريو أول-ستارز ليميتد إديشن
- 2010: إعادة إصدار اللعبة على الـفرتشول كونسول مع استبدال علامة الاستفهام على الصخور برقم 25، وهي حصريّة للوي الأحمر.
- 2011: إصدار اللعبة على نينتندو 3دي إس وكانت مجانيّة لأولئك الذين اشتروا الجهاز قبل 12 أغسطس.
- 2013: إصدار اللعبة على جهاز الوي يو وصدرت في متجر الجهاز الإلكتروني في اليابان بدايةً ثُم تبعتها أوروبا وأستراليا وأمريكا الشماليّة.
- 2014: إعادة إصدار اللعبة على متجر وي يو الإلكتروني ولكن باسم سوبر لويجي برذرز.
- 2018: إعادة إصدار اللعبة على نينتندو سويتش أونلاين.

### Vs. Super Mario Bros
فرسس سوبر ماريو برذرز هي نُسخة أخرى من النسخة الأصلية للعبة، وتُعتبر لعبة منفصلة بحد ذاتها. وهذه النُسخة صُنعت خصيصاً لصناديق ألعاب نينتيندو. وتختلف عن النُسخة الأصليّة باختلافاتٍ بسيطة، حيثُ تعتبر هذه النُسخة أصعب من الأصليّة مع مزيدٍ من الأعداء وتقليلٍ من الممرّات السريّة. وكغيرها من ألعاب الأركيد، فإن هذه اللعبة غير معروف وقت صدورها بالضبط، ولكن من المرجّح أنّها صدرت في عام 1986.

### All Night Nippon Super Mario Bros
هذه نُسخة نادرة جداً من اللعبة، وتختلف عن النُسخة الأصليّة في الرسومات، حيثُ أن الرسومات في هذه اللعبة مبنيّة على البرنامج الإذاعي All Night Nippon الشهير في اليابان. وقد صدرت هذه اللعبة في اليابان فقط على كمبيوتر العائلة وكانت مجرد نسخة ترويجية للبرنامج في عام 1986. وتمّ استبدال الأعداء الأصليين في اللعبة كالغومبا والسلاحف بشخصيّات موسيقيّة شهيرة في اليابان وأشياء أخرى تتعلق بالبرنامج. وقد استُخدِمت في هذه النُسخة نفس الرسومات والفيزياء المستخدمة في لعبة سوبر ماريو برذرز: ذا لوست ليفلز. ونُشِرت اللعبة من قِبَل تلفزيون فوجي وهوَ ذات الناشر الذي نَشر لعبة Yume Kōjō: Doki Doki Panic والتي عُدّلت فيما بعد لتكون سوبر ماريو برذرز 2 ونشرت خارج اليابان بهذا الاسم.

### Super Mario Bros. Special
صدرت هذه النُسخة في اليابان فقط من قِبَل هادسن سوفت في الرُبع الثاني من عام 1986 وقد صَدرت لحاسبات NEC PC-8801 ونُظم Sharp X1. ولأجهزة Samsung SPC-1500 حوالي عام 1987. لا تختلف هذه النسخة عن النسخة الأصلية من حيث التحكّم والرسومات، إلّا أن هناك مستويات جديدة أضيفت لهذه النسخة كما أُضيفَ أعداءٌ جُدد أُخِذوا من لعبة دونكي كونغ.

### Super Mario All-Stars
في عام 1993 أصدرت نينتيندو جهاز SNES وأطلقت معه لُعبَة سوبر ماريو أول-ستارز، واحتوت اللعبة على كل ألعاب سوبر ماريو التي صدرت على جهاز كمبيوتر العائلة ونظام نينتيندو الترفيهيّ (وهي: Super Mario Bros.، وSuper Mario Bros. 2، وSuper Mario Bros. 3، وSuper Mario Bros.: The Lost Levels). وقد طُوّرت هذه النسخة من اللعبة لتُناسب جهاز SNES ذو الـ16 بت، حيثُ تم تحسين الرسومات والصوت. وقد أُضيفت ميّزة أخرى، وهي قدر اللاعب على الانتقال إلى لويجي بعد نهاية المرحلة على عكس النُسخة الأصلية التي لا يستطيع فيها اللاعب الثاني اللعب إلّا بعد موتِ اللاعب الأوّل؛ وتضمن الإصدار الجديد أيضا ميزة حفظ اللعبة، كما تمّ إصلاح العديد من المشاكل التقنيّة التي احتواها الإصدار الأصلي، كما أُضيفَت ميّزة المعارك battle game للجُزء الثالث، وتُعتَبر هي المرة الأولى التي تَصدُر فيها لعبة The Lost Levels للجمهور الغَربي. وقد صَدرت مرّةً أُخرى باسم Super Mario All-Stars + Super Mario World، كما صدرت لجهاز الوي احتفالاً بالذِكر الـ25 لسوبر ماريو.

### Super Mario Bros. Deluxe
صدرتْ هذه النُسخة عام 1999 على جهاز جيم بوي كَلَر في أوروبا وأمريكا الشماليّة وفي عام 2000 في اليابان. وقد بُنيت على النسخة الأصلية من سوبر ماريو بروس، وتميزت بوجود خريطَة للعالَم بالكامل، وتعدُديّة في اللَعِب، واحتوت كذلك على نظام التحدّي الذي يطلب من اللاعب العثور على أشياء خفيّة وتحقيق درجة مُعيّنة في إنهاء المراحل، بالإضافة لاحتوائها على ثمانية عوالِم إضافيّة هيَ نفسها المراحل التي ظهرت في لُعبة سوبر ماريو برذرز 2. وقد أتت اللعبة مُتوافقة مع نظام جيم بوي برينتر. وبغض النظر عن بعض الرسومات التي صارت تتحرّك بدلاً من أن تظل ساكنة في النُسخ السابقة، فلم يتم تطوير أي شيء في اللعبة من الرسومات والأصوات وخلافه. ويستطيع اللاعب في هذه النسخة العودة للخلف بدلاً من السير يميناً دائمًاً، ويستطيع أيضاً التنقّل بين لويجي وماريو متى ما أراد هذا. ويُذكر أن اللعبة حَصلت على درجة 92 واعتُبِرت ثاني أكثر لُعبة تحقيقاً للمبيعات في موقِع GameRankings.

### .Super Luigi Bros
سوبر لويجي بروس هي نُسخة نُسخة أخرى من اللُعبة الأصليّة، وقد صَدرت مع حُزمة نيس ريمكس 2 في أبريل 2014، ما يُميّز هذه اللُعبة عن باقي النُسخ هو أنّها معكوسَةٌ بشكلٍ كامل، فالسير أصبح من اليمين لليسار عَكس النُسخ الأصليّة. ويستطيع اللاعِب اللَعب فقط في لويجي حتّى لو كان هُناك لاعبان.

## التقييم
حَظيت اللُعبة بتقييماتٍ إيجابيّة، ونالت شُهرةً واسعة جدّاً، واعتُبِرت اللعبة هي النقطة المفصليّة في تاريخ جهاز العائلة، وأدّى ظهورها إلى زيادة شعبيّة ألعاب المنصات بالبعد الثاني، واعتُبِرت هذه اللعبة في الأفضل من هذا النوع بتاريخ هذه الصناعة. وباعتبارها واحِدة من أشهر ألعاب نينتيندو على الإطلاق، فقد تمّ إعادة إصدارها وإعادة صُنعِها عدة مرّات، بدءاً من صِناعتِها لتلائم ألعاب الأركيد وانتهاءً بتوزيعِها الرقمي واتاحتها للتحميل على أجهزة الوي والنينتندو 3دي إس والوي يو. وقد بيعَ من اللعبة أكثر من 40 مليون نُسخة -باستثناء حساب بيع نُسخَتي الجيم بوي والفرتشويل كونسول- مما يَجعلها أكثر لُعبة مبيعاً في تاريخ سلسلة ألعاب سوبر ماريو.
أشادَ النُقّاد -تقريباً- بجميع ميّزات اللعبة، وخاصّة التحكّم الدقيق في الشخصيّة، فاللاعب قادر على التحكم في ارتفاع ماريو عند القفز مثلاً، وهي الميّزة التي لم تكن موجودة في الألعاب في ذلك الزمان. صنفت مجلة نينتندو باور اللعبة في المرتبة الرابعة في «قائمة أفضل 100 لعبة من ألعاب نينتيندو في جميع الأوقات» عام 1997 واصفةً إيّاها أنها بداية تاريخ ألعاب الفيديو الحقيقي. وقد وضع موقع IGN اللعبة في قائمة «أفضل 100 لعبة في جميع الأوقات» عام 2005 و2007، كما وضعتها في المرتبة الثالثة في قائمة «أفضل 100 لعبة لنينتيندو». وصُنّفت اللعبة في المرتبة الأولى في قائمة «أعظم 200 لعبة على الإطلاق» في مجلة إلكترونك جيمينغ مونثلي. كما وصفها موقع true-gaming في تقييمه: «اللعبة جميلة جداً وأفضل لعبة لمن يريدون أن يرو كيف كانت الألعاب في بداية شهرتها! أخطائها قليلة ولكنها عظيمة...» وأعطاها درجة 9.3/10 

### تَبِعات اللعبة
أدى نجاح هذا الجُزء إلى تطوير العديد ألعاب سوبر ماريو الأخرى، والعديد من المنتجات المُتعلّقة به. مع بقاء العناصر الأساسيّة في كل الأجزاء اللاحقة تقريباً كأسلوب اللعب والأعداء التقليديين والأهداف والمراحل. وقد بلغت عدد ألعاب ماريو لأكثر من 15 لعبة، حيث تم إصدار لعبة واحدة على الأقل في كل جهاز لَعِبٍ جديد من نينتيندو، وآخر ما صدر من السلسلة هي لعبة سوبر ماريو ميكر والتي صدرت على الوي يو، علماً أنه سيصدر جُزء آخر قريباً على جهاز نينتندو سويتش تحمل اسم سوبر ماريو أوديسي. وهذه السلسلة هي واحدة من الأكثر سلاسل مبيعاً، مع أكثر من 310 مليون نسخة مباعة في جميع أنحاء العالم حتّى من سبتمبر 2015.
استوحِيت العديد من الأعمال على وسائل الإعلام المختلفة من سلسلة ماريو، مثل مسلسل الأنمي سوبر ماريو: بعثة إنقاذ الأميرة الذي أُنتِجَ في 1986. والمسلسل الكرتوني الأميريكي عام 1989 باسم سوبر ماريو بروس سوبر شو، وفيلم أمريكي أيضًَا من إنتاج عام 1993 ومن بطولة بوب هوسكينز وجون ليجويزامو بدور ماريو ولويجي على التوالي.

## روابط خارجية
- سوبر ماريو برذرز على موقع IMDb (الإنجليزية)
- سوبر ماريو برذرز على موقع الموسوعة البريطانية (الإنجليزية)